# Coppia dove vai
Coppia dove vai è un album musicale di Franco Califano, pubblicato nel 1989.

## Tracce
1. Il cuore al chiodo (Franco Califano, Frank Del Giudice) 3:49
2. Uomini del sud (Franco Califano, Egidio Pardini, Roberto Conrado) 4:09
3. Mia dolce malattia (Franco Califano, Franca Evangelisti, Fabio Massimo Cantini) 3:48
4. E l'amore nasce (Franco Califano, Cristiano Malgioglio, Corrado Castellari) 4:39
5. Buona fortuna a noi (Franco Califano, Cristiano Malgioglio, Eric Carmen) 3:55
6. Amanti anonimi (Franco Califano) 4:29
7. Pago io (Franco Califano, Marco Marinangeli, Frank Paul Maddlone) 3:21
8. Mezza Roma (Franco Califano, Egidio Pardini, Roberto Conrado) 3:49
9. Si va (Franco Califano) 3:46
10. Un ricamo ner core (Franco Califano) 3:46